# Pernilla August
Pernilla August (Estocolmo, Suecia; 13 de febrero de 1958) es una actriz de teatro, cine y directora de cortometrajes sueca. Debutó internacionalmente en la película Fanny y Alexander en 1982. Ha recibido numerosos premios suecos e internacionales por su trabajo profesional.

## Biografía y carrera profesional
Desde pequeña manifesto interés y talento por la actuación, por lo que sus padres la inscribieron en la escuela infantil de teatro Vår Teater, a los ocho años de edad.
Durante todo su período escolar continuó participando en distintas obras como actriz aficionada. En 1975 consiguió un pequeño papel en el filme sueco Giliap.
Terminados sus estudios comenzó a trabajar como asistente de niños minusválidos hasta 1979, cuando fue aceptada en la Escuela de actores del Real Teatro Dramático en Estocolmo, llamado Dramatens Elevskola o Scenskolan. Es entonces cuando inicia su carrera profesional, propiamente tal. También ese año se casó con el escritor sueco Klas Ostergren.
Egresó de dicha escuela en 1982, continuando en los años 1983 y 1984 en el Teatro Popular (Folkteatern) de la localidad de Gävle.
En 1985 pasó a formar parte del elenco estable del institucional Real Teatro Dramático en Estocolmo, donde tuvo destacados roles en las obras Hamlet, de William Shakespeare y Casa de muñecas, de Henrik Ibsen, obras dirigidas por Ingmar Bergman. Por su trabajo en la obra Hamlet, recibió el premio a la mejor actriz secundaria otorgado por el London Critics Circle Theatre en 1987.
Amplió su experiencia cinematográfica y en televisión actuando en los filmes Linus eller Tegelhusets hemlighet (1979) de director Vilgot Sjöman, y Tuppen (1981) del director Lasse Hallström. Continuó su carrera participando en series de televisión y filmes.
En 1982 el director Ingmar Bergman le ofreció un papel en su filme Fanny y Alexander, lo que significó para ella un gran salto en su carrera.
En 1989 se divorcia de Klas Ostergren y en 1991 se casa con el director danés Bille August.
En 1992 recibe el premio la Palma de oro del Festival Internacional de Cine de Cannes como Mejor actriz en el filme Las mejores intenciones del director Bille August, donde actúa el rol de madre de Ingmar Bergman. También en Suecia recibió el mismo año, el premio Escarabajo de Oro (Guldbagge) otorgado por el Instituto Sueco del Cine (Svenska Filminstitutet) por el mismo filme.
La actriz considera a Ingmar Bergman como muy importante en toda su carrera, al abrirle posibilidades de prestigio internacional, manifestando que fue la obra Gritos y susurros (1972) de Bergman, como una de las películas que la decidieron a seguir la carrera de actriz.
Actuaría en Confesiones privadas (Enskilda samtal) (1996) de la actriz y directora noruega Liv Ullmann, por la que fue premiada como la mejor actriz en la Semana Internacional de Cine de Valladolid.
El mismo año participó en el filme Jerusalén de Bille August, basada en la obra homónima de Selma Lagerlöf, que sería el último en el cual ambos participarían juntos.
En 1997 se divorcia de Bille August, con quien tuvo tres hijas Agnes, Asta y Alba.
En 1999 tuvo un rol en el filme Star Wars: Episodio I - La amenaza fantasma, rol que repetiría en Star Wars: Episodio II - El ataque de los clones en 2002.
En 2000 recibe su segundo premio Escarabajo de oro como mejor actriz de reparto en el filme Där regnbågen slutar (1999) del director Richard Hobert.
Continuaría su carrera cinematográfica participando en varias producciones suecas e internacionales.
En 2005 dirigió su primer cortometraje, Blindgångare.
Inició su carrera con el seudónimo Pernilla Wallgren, más tarde como Pernilla Östergren y posteriormente como Pernilla August. Los dos últimos apellidos los tomaría de sus dos matrimonios respectivamente.
Su personalidad artística estuvo considerada por Ingmar Bergman con grandes características de inocencia, equilibrio, maternidad, fertilidad y fuerza vital.

## Premios y distinciones
Festival Internacional de Cine de Cannes
| Año  | Categoría    | Película   | Resultado |
| ---- | ------------ | ---------- | --------- |
| 1992 | Mejor Actriz | The Player | Ganador   |

Festival Internacional de Cine de Venecia
| Año  | Categoría                                          | Película | Resultado |
| ---- | -------------------------------------------------- | -------- | --------- |
| 2010 | Premio Region of Veneto por la igualdad            | Más allá | Ganadora  |
| 2010 | Premio especial Christopher D. Smithers Foundation | Más allá | Ganadora  |

- Premiada por el London Critics Circle Theatre Award (Drama Theatre) como la mejor actriz secundaria por su rol en la obra teatral Hamlet en 1987.
- Ganadora del premio Escarabajo de Oro (Guldbagge) otorgado por el Instituto Cinematográfico Sueco (Svenska Filminstitutet) en 1992. Mejor actriz de reparto en el filme Las mejores intenciones
- Premiada en la Semana Internacional de Cine de Valladolid. Mejor actriz 1997 (Confesiones privadas)
- Recibió el Premio Gösta Ekman 1998 otorgado por la Asociación Teatral sueca (Teaterförbundet), estipendio.
- Ganadora del Premio Escarabajo de Oro 1999, Mejor actriz de reparto en el filme Där regnbågen slutar o Where the Rainbow Ends.
- Recibió la Medalla de honor Litteris et artibus 2002, otorgada por la Casa real de Suecia.
- Recibió el Premio O’Neill 2002, estipendio.
- Ganadora del Oso de Plata del Festival Internacional de Cine de Berlín 2004 (Al final del día)